# Jacques Moulinier
Pour les articles homonymes, voir Jacques Moulinier (peintre) et Moulinier.
Jacques Moulinier (né le 18 avril 1938 dans le 2e arrondissement de Lyon où il est mort le 17 décembre 2010) est un homme politique français.
Responsable d'entreprise de profession, il est conseiller municipal de la ville de Lyon de 1976 à 2001, puis sénateur du  5 novembre 2003 au  30 septembre 2004, à la suite du décès d'Emmanuel Hamel, en 2003, et siège au sein du groupe Union Centriste.

## Synthèse des mandats
- Novembre 2003-septembre 2004 : Sénateur du Rhône.
- 1976-2001 : Conseiller municipal et adjoint au maire de la ville de Lyon.
- 1989-2001 : vice-président de la Communauté urbaine de Lyon.

## Décoration
- Chevalier de la Légion d'honneur.